# Дереволаз світлодзьобий
Дереволаз світлодзьобий (Dendrexetastes rufigula) — вид горобцеподібних птахів родини горнерових (Furnariidae). Мешкає в Амазонії та на Гвіанському нагір'ї. Це єдиний представник монотипового роду Світлодзьобий дереволаз (Dendrexetastes).

## Опис

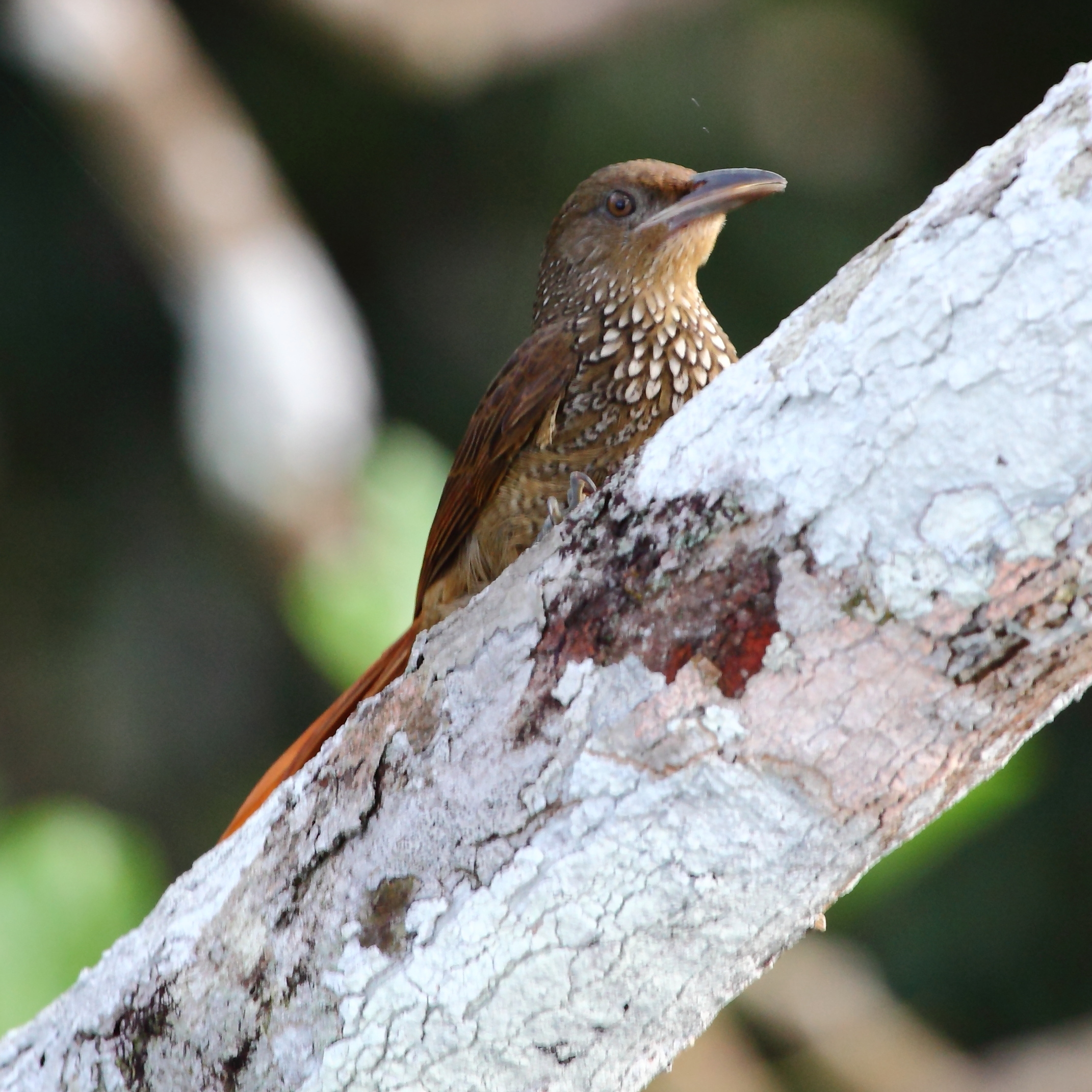
Світлодзьобий дереволаз

Довжина птаха становить 22,5-27 см, вага 64-77 г. Представники номінативного підвиду мають переважно коричневе забарвлення, горло у них охристе. На верхній частині спини та на грудях є "комір". сформований білими плямами з чорними краями. Крила і хвіст руді. Дзьоб довгий, товстий, білуватий, навколо очей плями голої сизої шкіри. У представників амазонійських підвидів білі плями на спині відсутні, на грудях слабо виражені вузькі білі смуги.

## Підвиди
Виділяють чотири підвиди:
- D. r. devillei (Lafresnaye, 1850) — від центральної Колумбії, східного Еквадору і східного Перу до північної Болівії і заходу Бразильської Амазонії (на схід до Мадейри і Ріу-Негру);
- D. r. rufigula (Lesson, RP, 1844) — схід Венесуели (північно-східний Болівар, південь Дельти-Амакуро), Гвіана і північна Бразилія (на північ від Амазонки, від Ріу-Негру до Амапи);
- D. r. moniliger Zimmer, JT, 1934 — Бразильська Амазонія (на південь від Амазонки, від Мадейри на схід до нижньої течії Токантінса і на південь до Мату-Гросу);
- G. s. paraensis Lorenz von Liburnau, L, 1895 — Бразильська Амазонія (на південь від Амазонки, на схід від Токантінса на сході штату Пара).

## Поширення і екологія
Світлодзьобі дереволази мешкають в Колумбії, Венесуелі, Еквадорі, Перу, Бразилії, Болівії, Гаяні, Суринамі і Французькій Гвіані. Вони живуть в кронах вологих рівнинних і заболочених тропічних лісів та на узліссях. Зустрічаються поодинці або парами, на висоті до 500 м над рівнем моря. Іноді приєднуються до змішаних зграй птахів. Живляться комахами, яких шукають в тріщинах кори та серед сухого листя і епіфітів.